# Liste der Stolpersteine in Deggendorf

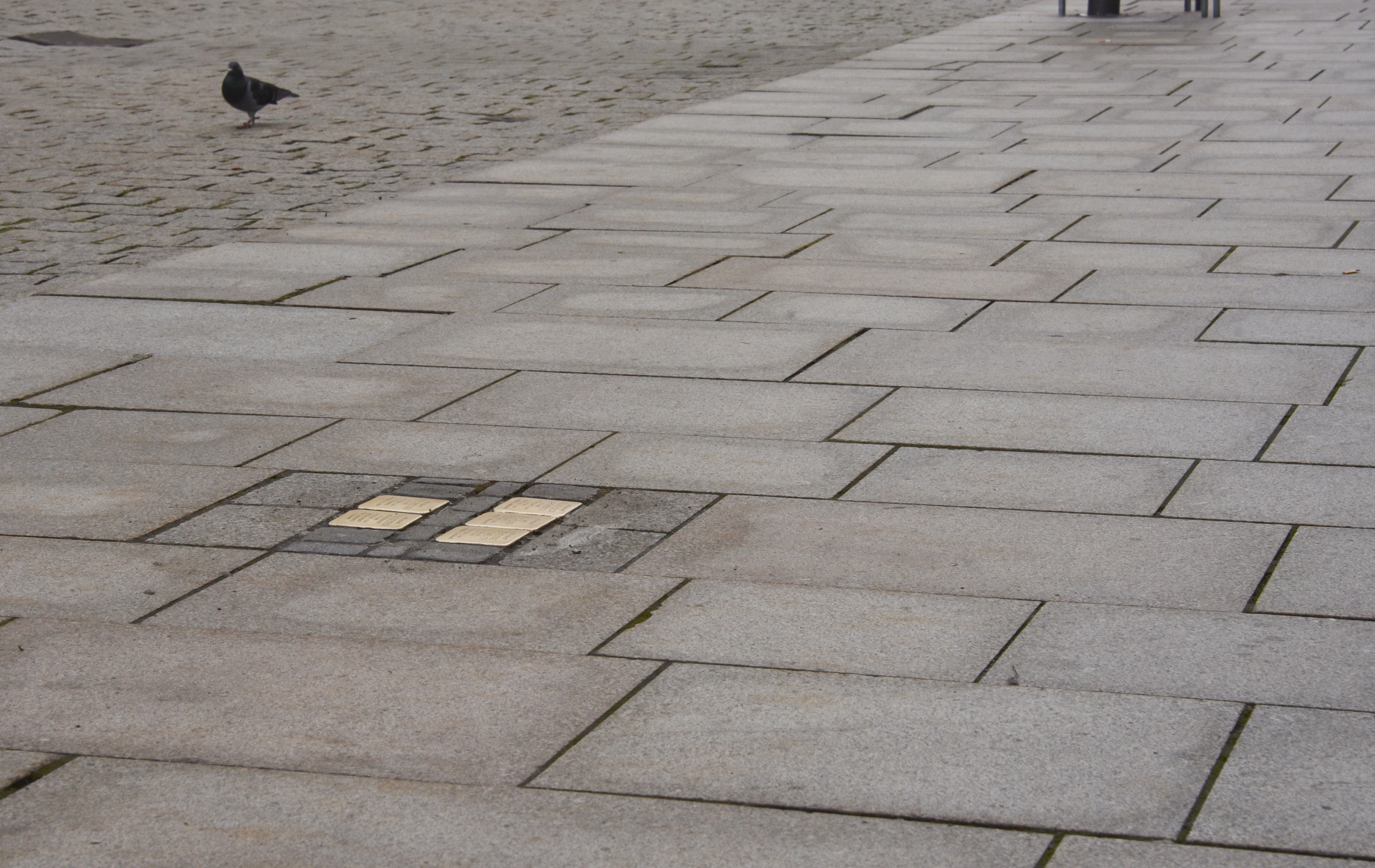
Stolpersteine in Deggendorf

Die Liste der Stolpersteine in Deggendorf enthält die Stolpersteine, die vom Kölner Künstler Gunter Demnig in der niederbayrischen Kreisstadt Deggendorf verlegt wurden. Stolpersteine erinnern an das Schicksal der Menschen, die von den Nationalsozialisten ermordet, deportiert, vertrieben oder in den Suizid getrieben wurden. Sie liegen im Regelfall vor dem letzten selbstgewählten Wohnsitz des Opfers.
Die ersten und bislang einzigen Verlegungen in Deggendorf erfolgten am 2. Oktober 2012. Der Vorschlag ein Teil des Demnigschen Projektes zu werden erfolgte durch die Grünen-Stadträtin Renate Franzel.

## Zur Geschichte der jüdischen Gemeinde

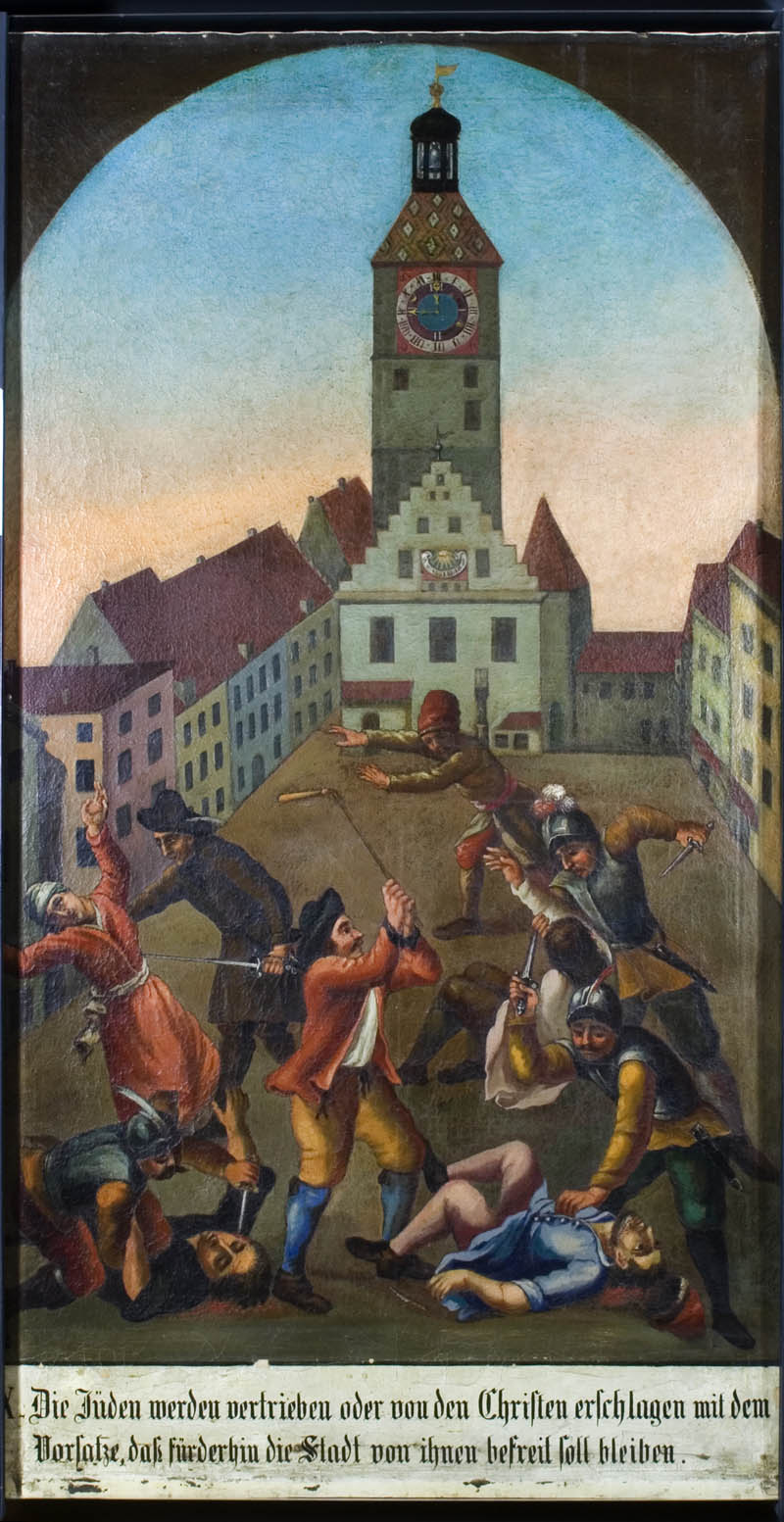
Der Judenmord in Deggendorf

Spätestens ab dem 13. Jahrhundert lebten Juden in Deggendorf. Am 30. September 1338 verbrannte oder erschlug die Deggendorfer Bevölkerung unter Führung ihres Stadtrichters Conrad von Freyberg über 400 jüdische Männer, Frauen und Kinder, alle Juden des Ortes. Viele Bürger der Stadt waren bei jüdischen Kaufleuten und Geldverleihern hoch verschuldet. Anstatt ihre Schulden zu bezahlen, ermordeten und beraubten sie die Juden. Der nachträglich (mündlich 1361, schriftlich 1388) konstruierte Vorwurf lautete auf Hostienschändung, ein Grundmuster der mittelalterlichen Judenpogrome. Der bayerische Herzog verzieh, obwohl der Herzog den Juden gegen Geld seinen Schutz zugesichert hatte. Ihre Beute durften die Deggendorfer behalten, auch der Regensburger Bischof vergab. Der Pogrom in Deggendorf war der Auslöser für über 20 weitere Pogrome über Altbayerns Grenzen hinaus. An Stelle der vermutlich damals zerstörten Synagoge bauten die Deggendorfer in der Folge eine Kirche, die Heilig-Grab-Kirche, eingeweiht 1360. Vom 30. September bis zum 4. Oktober 1361 fand erstmals eine Prozession zum Gedenken an das Pogrom mit einem fünftägigen Ablass statt, genannt Deggendorfer Gnad. Mit dieser alljährlichen Prozession wurde der Antisemitismus des Mittelalters bis ins 20. Jahrhundert hinein weitertradiert. Die Wallfahrt wurde zu einer lukrativen Einnahmequelle für Deggendorf: 1721 kamen etwa 40.000 Pilger zur Prozession – im festen Glauben, Juden hätten dort anno 1338 Hostien geschändet. Erst 1992 wurde die Wallfahrt vom Regensburger Bischof verboten. Nach der Aufhebung des Jahrhunderte andauernden Ansiedlungsverbotes in Bayern siedelten sich 1871 wieder zwei Juden in Deggendorf an, 1880 waren von 6.226 Einwohnern acht Menschen jüdischen Glaubens.
Zur Zeit der Machtergreifung der Nationalsozialisten lebten in Deggendorf 17 jüdische Bewohner. 1933 hatte ein ansässiger Malermeister von damals amtierenden Bürgermeister Anton Reus die sofortige Entfernung sämtlicher Juden verlangt, doch lehnte dieser ab. Auch die Drohung des Malermeister Reus aus dem Fenster zu werfen änderte nichts an der Ablehnung der Forderung. Reus wurde zwar Mitglied der NSDAP, aber trotzdem aus seinem Amt entfernt.
Am 1. April 1933 erfolgte der erste Boykott jüdischer Geschäfte, dies betraf Lauchheimer & Roederer, das Kaufhaus Merkur und das Kaufhaus Silber. Das Kaufhaus Silber bestand noch bis 1935, das Kaufhaus Merkur wurde 1936 verkauft.
Im April 1942 lebten nur noch 8 Menschen jüdischen Glaubens in Deggendorf. Mitte März 1942 erhielten die in Deggendorf ansässigen Familien Lauchheimer und Schwarz Merkblätter von der Gestapo. Ihnen wurde mitgeteilt: „Sie werden eine neue Heimat im Osten finden und dort künftig unbehelligt leben und arbeiten!“. Für die Abreise zur neuen „Heimat“ wurde ihnen gestattet einen Koffer, einen Rucksack und eine Bettrolle mitzunehmen. Lebensmittelkarten mussten abgegeben werden, auch die Wohnungen mussten gereinigt übergeben werden. Das Gepäck musste am Donnerstag, dem 2. April 1942, zur Polizeiwache gebracht werden, die betroffenen Familien hatten am Karfreitag, dem 3. April 1942, vor dem Rathaus zu stehen.

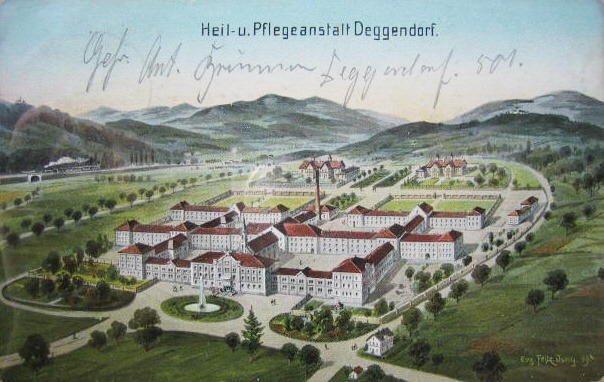
Heil- und Pflegeanstalt Deggendorf, später Kaserne, später Lager für Überlebende des Holocaust

Am Vorabend des Abtransportes hatten sich alle jüdischen Familien, auch die noch nicht zum Transport befohlene befreundete Familie Roederer, bei einer befreundeten Familie versammelt, später gingen sie zur Wohnung der Lauchheimer-Roederers, auch zwei ehemalige Angestellte fanden sich zur Verabschiedung ein. Am nächsten Tag wurden beide Familien mit einem LKW nach Regensburg gebracht und von dort „in den Osten“ deportiert. In ihren Akten wurde „unbekannt verzogen“ vermerkt. Einige Wochen später, am 29. Mai 1942, musste auch Familie Roederer Deggendorf verlassen und im September 1942 wurde das betagte Ehepaar nach Theresienstadt deportiert. Am 29. Mai 1942 war Deggendorf „Judenrein“.
Unmittelbar nach dem Untergang des NS-Regimes hatte Deggendorf etwa vier Jahre lang eine große jüdische Gemeinschaft. In der Heil- und Pflegeanstalt Deggendorf, vom NS-Regime als Kaserne genutzt, wurde im September 1945 ein UNRRA-Camp eingerichtet. Dort fanden zeitweilig bis zu 2000 Personen Unterkunft, teilweise displaced persons, teilweise Überlebende aus Theresienstadt. Den größten Anteil stellten in der Folge polnische Juden, die nach dem Pogrom von Kielce und anderen Gewalttaten des Jahres 1946 geflüchtet waren. Im Lager war für koschere Küche gesorgt, es gab eine Betstube, eine Talmud-Thora-Schule und ein Ritualbad, weiters auch Bildungs- und Kultureinrichtungen, beispielsweise einen Kindergarten, eine Volksschule, eine Berufsschule und eine Bibliothek. Für das Lager wurde eine eigene Währung ausgestellt. Für die Sicherheit sorgte die Lagerpolizei.

## Liste der Stolpersteine
Die Tabelle ist teilweise sortierbar; die Grundsortierung erfolgt alphabetisch nach dem Familiennamen.
| Bild | Inschrift                                                                                                   | Standort               | Person, Leben |
| ---- | --- | ---------------------- | --- |
|      | HIER WOHNTE ILSE LAUCHHEIMER JG. 1921 DEPORTIERT 1942 SCHICKSAL UNBEKANNT                                   | Oberer Stadtplatz 13 · | Ilse Amalie Lauchheimer wurde am 3. April 1921 geboren. Sie war die Tochter von Julius Isidor Lauchheimer aus erster Ehe mit Rosa geb. Neuburger. Sie hatte eine ältere Schwester, die 1911 geboren wurde. Ihre Mutter verstarb 1934. Sie wurde am 3. April 1942, am Karfreitag, zusammen mit ihrem Vater, ihrer Stiefmutter und der Familie Scharf in einem LKW nach Regensburg gebracht und von dort in ein Vernichtungslager im Osten deportiert. Ilse Amalie Lauchheimer und ihre Familie wurden dort vom NS-Regime im Rahmen der Shoah ermordet. Ilse Lauchheimers Schwester zog 1934 nach München und wanderte dann in die USA aus, wo sie eine verehelichte Rothschild wurde und mit ihrem Mann in Los Angeles lebte. |
|      | HIER WOHNTE JULIUS ISIDOR LAUCHHEIMER JG. 1877 'SCHUTZHAFT' 1938 DACHAU DEPORTIERT 1942 SCHICKSAL UNBEKANNT | Oberer Stadtplatz 13 · | Julius Isidor Lauchheimer wurde am 18. Juni 1877 in Schopfloch in Mittelfranken geboren. Seine Eltern waren Samuel Lauchheimer (1846–1932) und Sara geb. Jandorf (1850–1924). Er hatte fünf Schwestern und fünf Brüder. Er diente im Ersten Weltkrieg und wurde mehrfach für seine Tapferkeit ausgezeichnet. Lauchheimer war zweimal verheiratet. Mit seiner ersten Frau, Rosa geb. Neuburger, verstorben 1934, hatte er zumindest zwei Töchter, die ältere wurde 1911 geboren, die jüngere, Ilse, 1921. Seine zweite Frau war Klementine geb. Haas. Er begründete ein Bekleidungs- und Textilgeschäft am Oberen Stadtplatz, welches er gemeinsam mit seinem Verwandten Leopold Röderer führte. Heute befindet sich an dieser Stelle das Schuhgeschäft Dettweiler. Während der Novemberpogrome 1938 wurde das Geschäft geschlossen, es war das letzte jüdische Geschäft in der Stadt. Isidor Lauchheimer wurde im KZ Dachau inhaftiert. Im Dezember 1938 wurden er und Roederer wieder entlassen, das Geschäftshaus mussten sie verkaufen. Ihnen blieb eine Wohnung im Haus, die die zwei Familien zusammen bewohnten. Die Lauchheimers versuchten zu flüchten, der Chefarzt des örtlichen Krankenhauses, Wilhelm Holz, hatte ihnen „eine Herzkur im Ausland“ verschrieben, doch die Behörden verweigerten die Zustimmung. Er wurde am 3. April 1942, am Karfreitag, zusammen mit seiner Tochter, seiner zweiten Ehefrau und der Familie Scharf in einem LKW nach Regensburg gebracht und von dort in ein Vernichtungslager im Osten deportiert. Julius Isidor Lauchheimer und seine Familie wurden dort vom NS-Regime im Rahmen der Shoah ermordet. Des Weiteren wurde auch seine Schwester Paula, verheiratete Jochsberger, sowie deren Ehemann Ignatz und der gemeinsame Sohn des Paares, Otto David, ermordet. Seine ältere Tochter konnte die Shoah in der Emigration überleben. Sie wurde eine verheiratete Rothschild und lebte mit ihrem Ehemann in Los Angeles. Sie und ihre Cousine, die überlebende Tochter der Roederers, ließen über einen Münchener Anwalt ihren Erbanspruch bezüglich des arisierten und versteigerten Besitzes ihrer Eltern regeln. |
|      | HIER WOHNTE KLEMENTINE LAUCHHEIMER GEB. HAAS JG. 1896 DEPORTIERT 1942 SCHICKSAL UNBEKANNT                   | Oberer Stadtplatz 13 · | Klementine Lauchheimer, geb. Haas, wurde am 18. November 1896 in Neudenau geboren. Sie heiratete Julius Isidor Lauchheimer, Kaufmann in Deggendorf. Sie war dessen zweite Ehefrau. Die Ehe blieb kinderlos. Das Ehepaar suchte nach einer Möglichkeit, das Land zu verlassen und sich und die Tochter des Ehemannes in Sicherheit zu bringen. Der Versuch misslang, obwohl ihnen vom Chefarzt des örtlichen Krankenhauses, Wilhelm Holz, „eine Herzkur im Ausland“ verschrieben worden war. Die Behörden verweigerten die Zustimmung. Klementine Lauchheimer wurde im April 1942 über Regensburg in ein Vernichtungslager im Osten deportiert, gemeinsam mit ihrem Ehemann und ihrer Stieftochter. Sie wurde am 3. April 1942, am Karfreitag, zusammen mit ihrem Ehemann und ihrer jüngeren Stieftochter sowie der Familie Scharf in einem LKW nach Regensburg gebracht und von dort in ein Vernichtungslager im Osten deportiert. Klementine Lauchheimer und ihre Familie wurden dort vom NS-Regime im Rahmen der Shoah ermordet. |
|      | HIER WOHNTE EMMA ROEDERER GEB. NEUBURGER JG. 1885 DEPORTIERT 1942 THERESIENSTADT 1944 AUSCHWITZ ERMORDET    | Oberer Stadtplatz 13 · | Emma Roederer, auch Röderer, geb. Neuburger wurde am 14. Februar 1885 in Cham geboren. Sie heiratete Leopold Roederer, einen Kaufmann in Deggendorf. Die Familie entging der Deportation aus Deggendorf, da ein Arzt bescheinigte, dass Emma Roederer nicht transportfähig wäre. Am 29. Mai 1942 mussten die Roederers Deggendorf verlassen und wohnten zuletzt in einer Sammelwohnung in der Schäffnerstraße 2 in Regensburg. Am 24. August 1942 verkauften sie ihre Wertpapiere und am 8. September darauf überwiesen sie dem Reichsverband der deutschen Juden 22.000 RM, für diesen Betrag sollen sie im Altenheim in Theresienstadt unterkommen. Emma Roederer und ihr Mann hatten dafür ihre Schlafzimmereinrichtung mitgenommen, doch durften sie schlussendlich nur eine Handtasche mitnehmen. Am 23. September 1942 wurde das Ehepaar von Nürnberg nach Theresienstadt mit dem Transport II/26, Zug Da 518 deportiert. Emma Roederes Nummer auf dem Transport war 640. Am 18. Mai 1944 wurde sie mit dem Transport Eb von Theresienstadt nach Auschwitz deportiert. Emma Roederer hat die Shoah nicht überlebt, sie verlor ihr Leben 1944 in Auschwitz. Ihr Mann verlor sein Leben am 26. Januar 1944 vermutlich schon in Theresienstadt vor der Weiterreise nach Auschwitz. |
|      | HIER WOHNTE LEOPOLD ROEDERER JG. 1876 DEPORTIERT 1942 THERESIENSTADT ERMORDET 26.1.1944                     | Oberer Stadtplatz 13 · | Leopold Roederer wurde am 12. April 1876 in Schmieheim geboren. Er war Kaufmann in Deggendorf. Mit seiner ersten Frau hatte er die 1914 geborene Tochter Lotte Sophie. In zweiter Ehe war er mit Emma geb. Neuburger verheiratet. In der sogenannten „Reichskristallnacht“, dem Novemberpogrom der deutschen Nationalsozialisten an den Juden im Jahr 1938, endete die 30 Jahre lang erfolgreiche Geschäftstätigkeit der Familien Lauchheimer und Roederer. Plakate verkündeten „Judengeschäft, ab heute geschlossen“. Zwar gab es keine Demolierungen, doch wurden die beiden Inhaber, Julius Isidor Lauchheimer und Leopold Roederer, verhaftet und in sogenannte „Schutzhaft“ genommen. Es gab keinen Haftbefehl und keine richterliche Anordnung. Sie wurden ins KZ Dachau verbracht. Nach der Entlassung mussten sie ihr Geschäftshaus verkaufen. Sie durften aber im Haus noch eine Wohnung, zusammen mit der Familie Lauchheimer bewohnen. Ein Gutachten eines Arztes, das seiner Frau bescheinigte nicht transportfähig zu sein rettete das Paar vor der Deportation, bei der die anderen zwei noch in Deggendorf verbliebenen Familien, das befreundete Paar Lauchheimer sowie die Familie Scharf, deportiert wurden. Das Ehepaar Roederer musste am 29. Mai 1942 Deggendorf verlassen und wohnte zuletzt in einer Sammelwohnung in der Schäffnerstraße 2 in Regensburg. Sie verkauften ihre Wertpapiere, zahlten 22.000 RM an den Reichsverband der deutschen Juden gegen und kauften damit einen Platz im „Altenheim“ von Theresienstadt. Am 23. September 1942 wurde das Ehepaar von Nürnberg nach Theresienstadt mit dem Transport II/26, Zug Da 518 deportiert. Seine Nummer auf diesem Transport war die 639. Leopold Roederer wurde am 26. Januar 1944 in Theresienstadt ermordet. Sein Vermögen wurde vom NS-Staat eingezogen, das bewegliche Hab und Gut wurde versteigert. Seine Frau wurde im selben Jahr vom NS-Regime in Auschwitz ermordet. Seine Tochter war 1939 nach England geflüchtet, von dort ging sie nach New York, wo sie als Lotte S. Frost lebte. Sie und ihre Cousine, die überlebende Tochter der Lauchheimers, ließen über einen Münchener Anwalt ihren Erbanspruch bezüglich des arisierten und versteigerten Besitzes ihrer Eltern regeln. |
|      | HIER WOHNTE HEINRICH SCHARF JG. 1880 DEPORTIERT 1942 SCHICKSAL UNBEKANNT                                    | Pferdemarkt 8 ·        | Heinrich Scharf wurde am 3. Juli 1880 in Kolomyja, heute Ukraine, geboren. Er war ein Kriegsversehrter des Ersten Weltkrieges und bestritt seinen Lebensbedarf mit Hausieren. Er hatte einen Sohn aus erster Ehe, Felix Ephraim, geboren 1918. In zweiter Ehe war er mit Paula, geb. Schloss, verheiratet. Er hatte eine Tochter, Regina (geboren 1931), aus dieser Ehe. Heinrich Scharf und seine Frau glaubten nach der Machtergreifung der Nationalsozialisten, Übergriffe und antisemitische Ausschreitungen wären „eine vorübergehende Ausnahmeerscheinung“ – dies obwohl er selbst bereits im April 1933 auf seinen Fahrten von SA-Leuten heftig bedrängt worden war. Der Sohn war anderer Meinung. Er erlangte 1939 die Mittlere Reife an der Fürther Realschule und wanderte sofort danach nach Palästina aus. Tochter Regina lebte seit ihrem Schuleintritt 1937 in einem Kinderheim der israelitischen Jugendhilfe in München. 1938 musste das Ehepaar Scharf seine Wohnung verlassen und in eine kleinere Wohnung am Pferdemarkt 12 ziehen. Heinrich Scharf und seine Frau wollten dem Sohn nach Palästina folgen, beantragte Fremdenpässe, doch die Ausreise wurde ihnen verwehrt. Ihre Lage wurde immer verzweifelter. Beispielsweise wurden bei Paula Scharf im Dezember 1941 Herrensocken, eine Krawatte und neun Wollstränge beschlagnahmt, weil sie damit Schleichhandel habe betreiben wollen. Diese Waren unterlägen jedoch der staatlichen Bewirtschaftung. Heinrich Scharf wurde am 3. April 1942, am Karfreitag, zusammen mit seiner Frau und seiner Tochter sowie der Familie Lauchheimer in einem LKW nach Regensburg gebracht und von dort in ein Vernichtungslager im Osten deportiert. Heinrich Scharf, seine Frau und seine Tochter haben die Shoah nicht überlebt. Felix Ephraim Scharf überlebte in Jerusalem. Er wurde Abteilungsleiter im Jüdischen Nationalfonds (JNF) und besuchte im Jahr 1978 erstmals wieder seine Heimatstadt. |
|      | HIER WOHNTE PAULA SCHARF GEB. SCHLOSS JG. 1896 DEPORTIERT 1942 SCHICKSAL UNBEKANNT                          | Pferdemarkt 8 ·        | Paula Scharf geb. Schloss wurde am 20. Oktober 1896 in Georgensgmünd geboren. Sie war die zweite Frau von Heinrich Scharf. Das Paar hatte eine Tochter, Regina, geboren 1931. Paula Scharf wurde am 3. April 1942, am Karfreitag, zusammen mit ihrem Mann und ihrer Tochter sowie der Familie Lauchheimer in einem LKW nach Regensburg gebracht und von dort in ein Vernichtungslager im Osten deportiert. Paula Scharf und ihre Familie haben die Shoah nicht überlebt. |
|      | HIER WOHNTE REGINA SCHARF JG. 1931 DEPORTIERT 1942 SCHICKSAL UNBEKANNT                                      | Pferdemarkt 8 ·        | Regina Scharf wurde am 23. Oktober 1931 in Deggendorf geboren. Ihre Eltern waren Heinrich Scharf und Paula geb. Schloss. Sie hatte einen Halbbruder aus erster Ehe des Vaters, Felix Ephraim. Ab 1937 lebte sie in einem Kinderheim der israelitischen Jugendhilfe in München. Am 3. April 1942 wurde Regina zusammen mit ihren Eltern in einem LKW nach Regensburg gebracht. Im Rahmen der Deportation vergaß sie „in der Aufregung der durchwachten Nacht“ ihre Puppe. Regina Scharf wurde in ein Vernichtungslager im Osten deportiert und zusammen mit ihren Eltern ermordet. |

## Verlegung
Gunter Demnig verlegte die Stolpersteine am 2. Oktober 2012.

## Umbenennung von Straßen
Zur Erinnerung an die vertriebenen und ermordeten jüdischen Familien wurden drei Deggendorfer Straßen umbenannt: die Lauchheimerstraße, die Roedererstraße und die Scharfstraße. Den Antrag stellte in der Bürgerversammlung am 28. Februar 1962 Xaver Winter, ein angesehener Bürger Deggendorfs und Ex-Stadtrat. Er war im KZ Dachau inhaftiert gewesen war und zählte nach dem Untergang des NS-Regimes zu den Gründern der Kommunistischen Partei Deutschlands in Niederbayern. Der Stadtrat folgte Winters Antrag.
Felix Ephraim Scharf, der rechtzeitig flüchten konnte, bedankte sich dafür mit 50 Bäumen, die er am Stadtrand von Nazareth pflanzen ließ. 1985 nahm der amtierende Bürgermeister Dieter Görlitz an einer internationalen Bürgermeistertagung in Jerusalem teil, traf sich mit Scharf und pflanzte weitere 27 Bäume. 1996 bat Amalie Rothschild, geborene Lauchheimer, um einen Stadtplan mit einem Nachweis der Existenz der Lauchheimer Straße, dadurch wurde aufgedeckt, dass der Stadtratsbeschluss 1962 für die Lauchheimer Straße nicht umgesetzt wurde. Bürgermeister Görlitz holte dies erst nach Bekanntwerden nach.